# Justinien Gillaizeau
Justinien Gillaizeau, né le 28 février 1881 à Nantes et mort le 1er septembre 1944 au camp de Natzweiler-Struthof, est un résistant français, reconnu Juste parmi les nations.

## Biographie
Justinien Gillaizeau est le fils d'Henri Ernest Gillaizeau, propriétaire à La Roche-sur-Yon, exploitant agricole, et de Marie Mélanie Bouhier. 
Après avoir suivi sa scolarité au collège Richelieu de La Roche-sur-Yon, il devient clerc de notaire, fait son service militaire de trois ans au 64e régiment d'infanterie (1902-1905) en tant que secrétaire d'état-major.
Installé à Dompierre-sur-Yon, où ses grands-parents sont propriétaires terriens, il est mobilisé en 1914 et sert dans l'aviation. Après la fin de la guerre, il retourne à Dompierre-sur-Yon comme cultivateur. Riche propriétaire terrien, il est notamment propriétaire du château de la Braconnière et de six fermes.
Durant la Seconde Guerre mondiale, il s'engage dans la Résistance au sein du réseau Alliance (région Chapelle, secteur Nantes - Angers). Il héberge dans son château de la Braconnière, à Dompierre, des réfugiés, des clandestins et des familles juives, dont la famille Blümenfeld (dont la mère de Vimala Pons) pendant plus d’une année. Spécialisé dans les parachutages sur le secteur de Nantes, Gillaizeau est arrêté le 7 janvier 1944 et déporté au camp de sûreté de Vorbruck-Schirmeck en mai 1944, sous la classification NN (Nacht und Nebel), avant d'être transféré au camp de concentration de Natzweiler-Struthof, où il est abattu d'une balle dans la nuque dans la nuit du 1er au 2 septembre 1944.

## Décorations
- Médaille des Justes de Yad Vashem (Juste parmi les nations)[1],[2]
- Croix de guerre 1914-1918 et 1939-1945
- Médaille de la Résistance[3]

## Hommages
- Nom sur le monument aux morts, Dompierre-sur-Yon (Vendée)
- Rue Justinien Gillaizeau, Dompierre-sur-Yon
- Nom sur la plaque commémorative du collège Richelieu, La Roche-sur-Yon (Vendée)
- Nom sur la plaque du réseau S.R. Alliance au camp de concentration du Struthof, Natzwiller (Bas-Rhin)